# Neopsittacus
Neopsittacus – rodzaj ptaków z podrodziny dam (Loriinae) w rodzinie papug wschodnich (Psittaculidae).

## Zasięg występowania
Rodzaj obejmuje gatunki występujące na Nowej Gwinei.

## Morfologia
Długość ciała 18–23 cm; masa ciała 25–62 g.

## Systematyka

### Etymologia
Neopsittacus: gr. νεος neos „nowy, inny”; ψιττακος psittakos „papuga”. 

### Podział systematyczny
Do rodzaju należą następujące gatunki:
- Neopsittacus musschenbroekii (Schlegel, 1871) – irianka duża
- Neopsittacus pullicauda E. Hartert, 1896 – irianka mała